# L'emperadriu
L'Emperadriu (títol original: Die Kaiserin), coneguda internacionalment com The Empress, és una minisèrie alemanya de drama històric-romàntic de 2022, produïda per la plataforma de streaming Netflix. Els principals protagonistes són Devrim Lingnau, Philip Froissant, Melika Foroutan i Svenja Jung. Va ser estrenada el 29 de setembre de 2022. Es basa en la novel·la de Gigi Griffis, que narra la història de l'emperadriu Isabel d'Àustria en el moment en què coneix l'emperador Francesc Josep, les seves primeres trobades i les seves responsabilitats a la cort dels Habsburg.

## Sinopsi
Isabel de Baviera és «una jove avançada al seu temps, que es rebel·la contra les rígides regles del segle XIX i la cort. Coneix en Franz, un governant de múltiples facetes, que va tenir un paper crucial en la configuració de la història europea moderna». «Amb el teló de fons de la gelosia, la intriga i les lluites de poder entre bastidors de la cort dels Habsburg, i la qüestió emergent de la llibertat de les persones, el públic és submergit en un brillant món il·lusori, en el qual una jove Sissi ha de lluitar pel seu lloc a la cort, així com pel dret a ser la figura decorativa d'un Imperi malalt».

## Repartiment
- Devrim Lingnau: Isabel de Baviera (Sissí)[3][4]
- Philip Froissant: Francesc Josep I d'Àustria
- Elisa Schlott: Elena de Baviera
- Svenja Jung: Louise
- Rauand Taleb: Theo
- Almila Bagriacik: Leontine de Apafi
- Melika Foroutan: Arxiduquessa Sofía d'Àustria
- Johannes Nussbaum: Maximiliano Josep de Baviera
- Jördis Triebel: Ludovica de Baviera
- Johannes Nussbaum: Maximiliano de Mèxic
- Felix Nölle: Luis Víctor d'Àustria

## Producció
La sèrie es basa en la novel·la romàntica de Gigi Griffis, que va ser adaptada per la productora executiva i guionista Katharina Eyssen, qui va afirmar que la seva intenció era oferir una versió realista de Sissi, allunyada de la imatge de conte de fades present en les històries anteriors que van representar l'emperadriu. Els codirectors seleccionats van ser Katrin Gebbe i Florian Cossen, i per als rols principals, els actors novells Devrim Lingnau i Philip Froissant van interpretar Sissi i Francesc Josep I. El repartiment també inclou Melika Foroutan, Johannes Nussbaum, Elisa Schlott, Jördis Triebel, Wiebke Puls i Almila Bagriacik.
El rodatge va començar el 9 d'agost de 2021 i va finalitzar el 14 de gener de 2022 en localitzacions de Baviera. El vestuari i les posades en escena recreen exuberantment l'ambient de la cort i la Viena imperial de mitjan segle xix , encara que ha rebut comentaris per les variacions de l'estètica dels vestits d'època que no corresponen cronològicament.
Amb la producció de Sommerhaus Serial, els episodis es van produir íntegrament a Alemanya, amb el finançament del German Motion Picture Fund, el FilmFernsehFonds Bayern i el Medienboard Berlin-Brandenburg.

## Estrena
La plataforma Netflix va estrenar mundialment la sèrie el 29 de setembre de 2022. Està composta de sis capítols de quaranta-cinc minuts de durada.